# Cervignano del Friuli
Cervignano del Friuli es una localidad y comune italiana de la provincia de Údine, región de Friul-Venecia Julia, con 13.446 habitantes.

## Evolución demográfica
| Gráfica de evolución demográfica de Cervignano del Friuli entre 1861 y 2001 |
|                                                                             |
| Fuente ISTAT - elaboración gráfica de Wikipedia                             |